# CRISP-DM
CRISP-DM (англ. Cross-Industry Standard Process for Data Mining) — наиболее распространённая методология по исследованию данных.
Модель жизненного цикла исследования данных в методологии состоит из шести фаз, а стрелки обозначают наиболее важные и частые зависимости между фазами. Последовательность этих фаз строго не определена. Как правило в большинстве проектов приходится возвращаться к предыдущим этапам, а затем снова двигаться вперед.
Первая версия этой методологии была представлена на четвёртом по счёту мероприятии CRISP-DM SIG Workshop в Брюсселе в марте 1999 года, а пошаговая инструкция была опубликована годом позже.
Фазы цикла исследования данных:

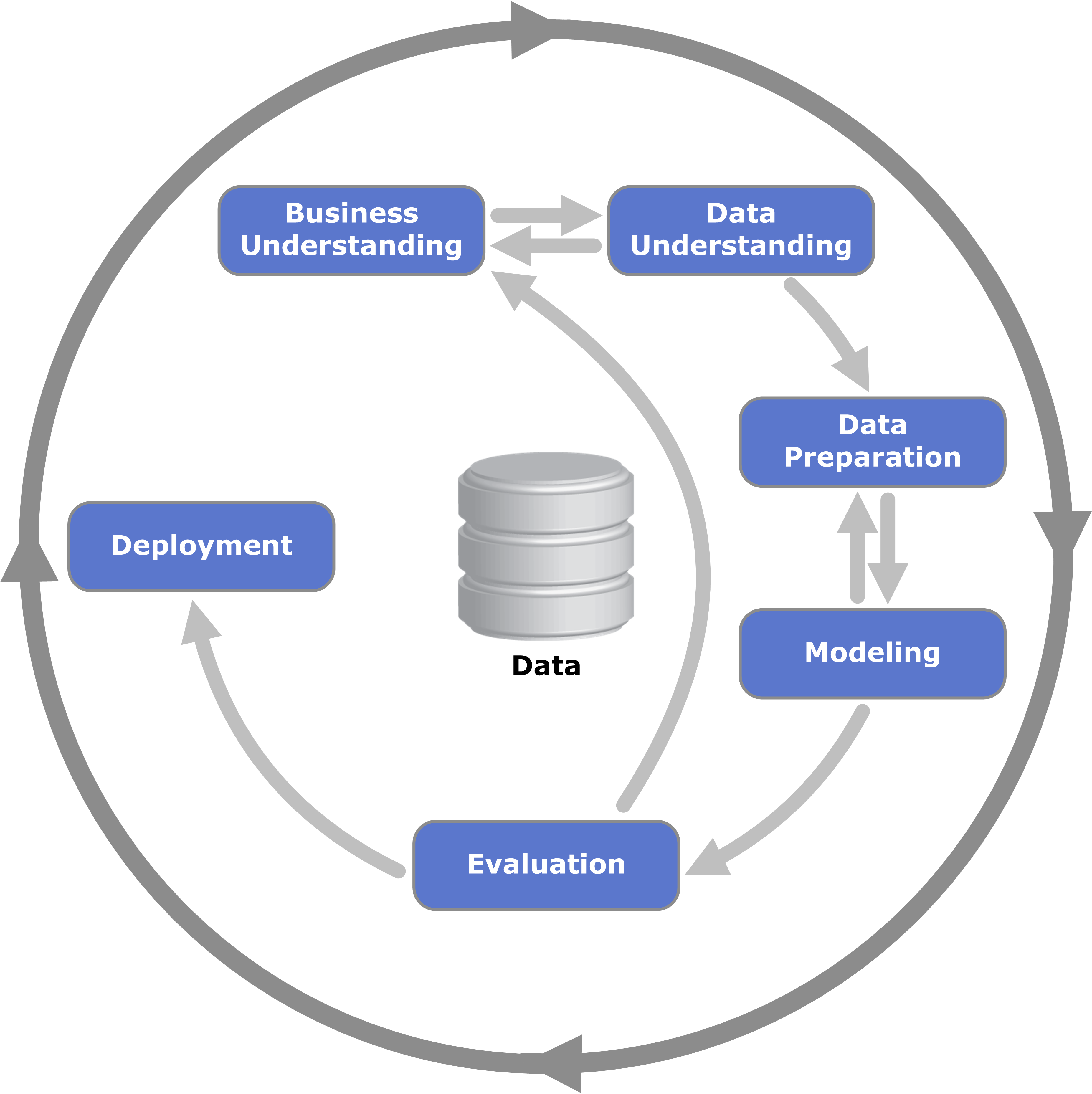
Жизненный цикл исследования данных

1. Понимание бизнес-целей (Business Understanding)
2. Начальное изучение данных (Data Understanding)
3. Подготовка данных (Data Preparation)
4. Моделирование (Modeling)
5. Оценка (Evaluation)
6. Внедрение (Deployment)

Последовательность фаз не является строгой и перемещается вперед и назад между различными фазами, как это всегда требуется. Стрелки на диаграмме процесса указывают на наиболее важные и частые зависимости между фазами. Внешний круг на диаграмме символизирует циклический характер самого интеллектуального анализа данных. Процесс интеллектуального анализа данных продолжается после развертывания решения. Уроки, извлеченные в ходе процесса, могут вызвать новые, часто более целенаправленные бизнес-вопросы, а последующие процессы интеллектуального анализа данных извлекут пользу из опыта предыдущих.